# Dalsfoss
De Dalsfoss is een waterval in IJsland in de Vatnsdalsá waar deze door de Forsæludalur stroomt. De waterval is ongeveer 15 meter breed en 10 meter hoog. Stroomafwaarts ligt de Stekkjarfoss, en stroomopwaarts liggen 9 andere watervallen. Er loopt geen weg of pad naar de waterval en men moet zelf zijn eigen weg zoeken. De Dalsfoss wordt ook wel de Dalfoss genoemd.